# جولی و جولیا
جولی و جولیا (به انگلیسی: julie & julia) فیلمی کمدی درام به کارگردانی نورا افرون محصول سال ۲۰۰۹ آمریکا است.

## داستان
در سال ۲۰۰۲ جولی پاول (امی آدامز) نویسنده جوانی است که به عنوان یک تلفنچی در یک شرکت در منهتن کار می‌کند. او از کارش راضی نیست. روزی او تصمیم می‌گیرد که هر روز یکی از غذاهای کتاب آشپزی جولیا چایلد را درست کند و یک وبلاگ را راه‌اندازی می‌کند و کارهای روزانه‌اش را در وبلاگ می‌نویسد.

## بازیگران
- مریل استریپ در نقش جولیا چایلد
- امی آدامز در نقش جولی پاول
- استنلی توچی در نقش همسر جولیا چایلد
- لیندا ایمند در نقش سیمون بـِک

## جوایز
| جایزه‌ها و نامزدی‌ها           | جایزه‌ها و نامزدی‌ها                    | جایزه‌ها و نامزدی‌ها | جایزه‌ها و نامزدی‌ها |
| جایزه                        | رشته                                  | نامزد              | نتیجه              |
| ---------------------------- | ------------------------------------- | ------------------ | ------------------ |
| جوایز اسکار هشتاد و دوم      | بهترین بازیگر نقش اول زن              | مریل استریپ        | نامزدشده           |
| شصت و سومین مراسم بفتا       | بهترین بازیگر نقش اول زن              | مریل استریپ        | نامزدشده           |
| شصت و هفتمین مراسم گلدن گلوب | بهترین بازیگر زن فیلم موزیکال یا کمدی | مریل استریپ        | برنده              |
| شصت و هفتمین مراسم گلدن گلوب | بهترین فیلم موزیکال یا کمدی           | فیلم               | نامزدشده           |